# Julián López Chávarri
Julián López Chavarri (Guadalajara, 1831 - València, 1903) fou un químic i polític espanyol, diputat a les Corts Espanyoles durant la restauració borbònica.

## Biografia
Es llicencià en enginyeria industrial i el 1855 fou professor de química aplicada a l'Escola Industrial de València, de la que en fou nomenat catedràtic el 1858 fins que fou tancada el 1862. Després d'ensenyar un temps a l'Escola Industrial de Sevilla treballà com a enginyer a l'explotació de les salines de Manuel i després fou director de la metal·lúrgica Primitiva Fundición Valenciana.
Amic de Práxedes Mateo Sagasta, es va vincular inicialment al Partit Constitucional i després al Partit Liberal Fusionista. El 1881 fou catedràtic de química a la Universitat de València i el 1882 fou nomenat membre de la Diputació de València pel districte de Sant Vicent-Torrent. A les eleccions generals espanyoles de 1886 fou elegit diputat pel districte de Torrent, però l'octubre de 1889 renuncià a l'escó i fou substituït per Carlos Testor Pascual. A les eleccions generals espanyoles de 1891 decidí presentar-se novament pel mateix districte, però poc abans de les eleccions retirà la seva candidatura. Aleshores fou nomenat governador civil de la província de Girona